# チャールズ・ソーンダース
サー・チャールズ・ソーンダース（Sir Charles Saunders、1713年ごろ - 1775年）は、イギリス海軍の軍人である。ケベックの攻略により名を挙げ、1761年にバス勲章受勲、ナイト爵となる。また、1754年から、庶民院でヨークシャーのヘドン選出の議員を務めた。

## 来歴

### 海軍入隊から七年戦争まで

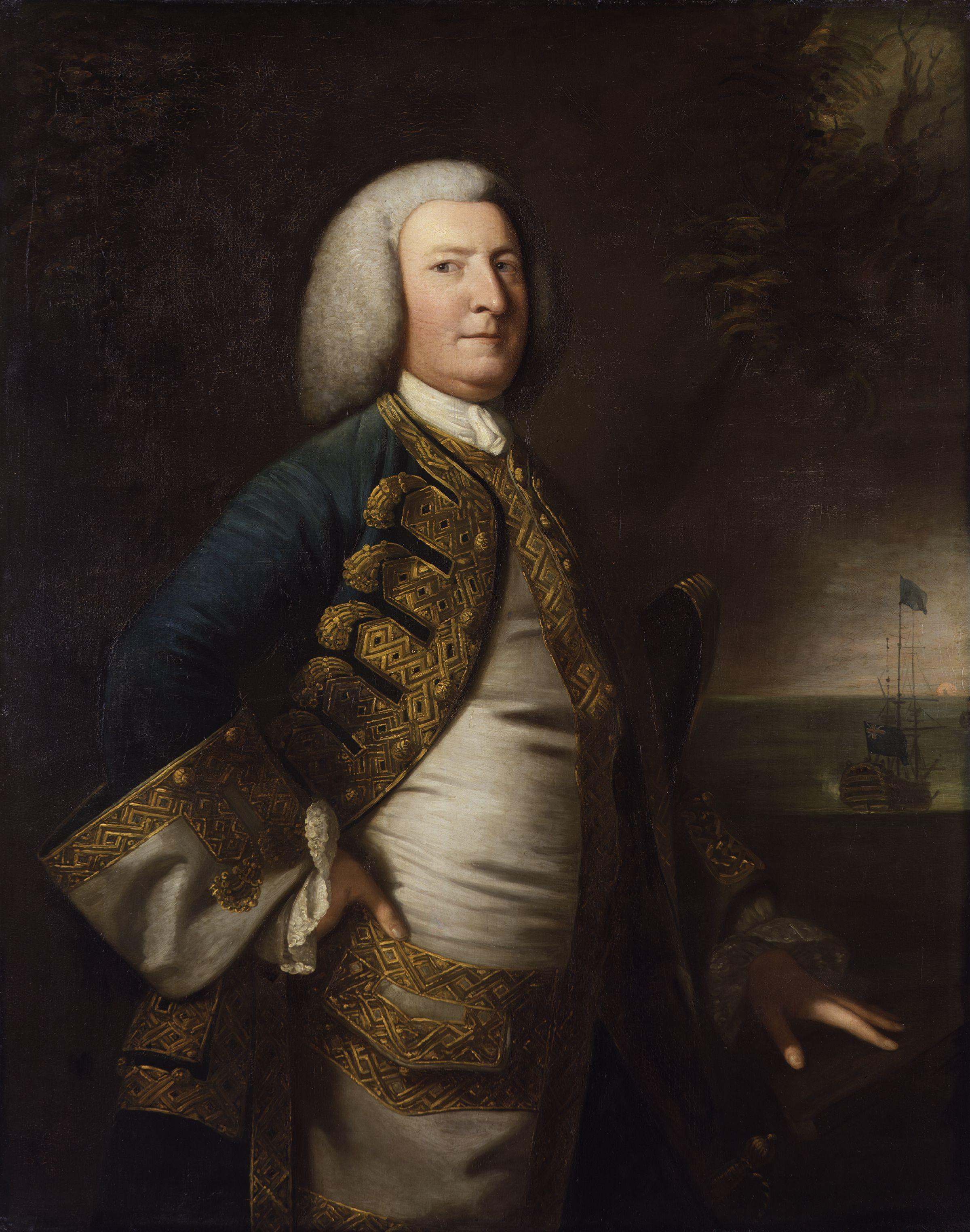
ジョージ・アンソン

生年ははっきりしないが、サマセットシャー生まれといわれている。1727年に、親族が保護者となってイギリス海軍に入隊し、1739年に中尉として、提督ジョージ・アンソンの旗艦センチュリオンの世界周航に同行する。1749年、戦争終結とともに半給となり、軍人と政治を兼務することにした。アドミラルボロー（海軍選挙区）と呼ばれ、また腐敗選挙区でもあるプリマスの選挙区の議員として任期を務めた後、ヨークシャー州のヘドンに移り、終生そこの議員を続けた。1752年、海軍の現役に戻り、1754年にはグリニッジ病院の出納官、1755年には、海軍の監査官を務めた。

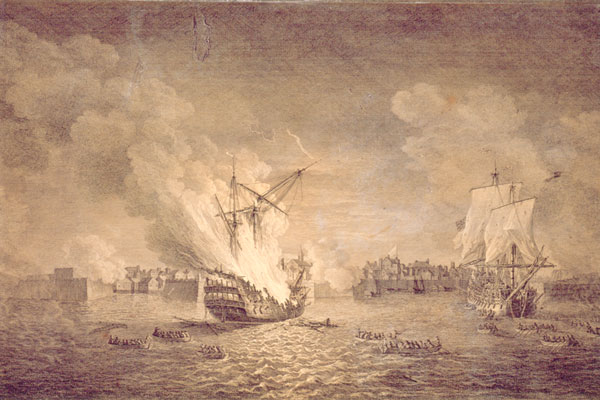
ルイブールの戦い

七年戦争が勃発し、1756年1月にソーンダースは青色艦隊の少将に任ぜられ、地中海艦隊を率いるエドワード・ホークの補佐のためジブラルタルへ向かった。その後はブレスト郊外の海峡艦隊で任務に就いた。 1757年、ウィリアム・ピットの首相就任により、海兵隊と、植民地における対フランス戦の重視策が打ち出された。カナダで1758年に起こったルイブールの戦い (1758年)で勝利したイギリスは、セントローレンス川経由でのケベック攻撃への道が開いた。

### ケベック攻略

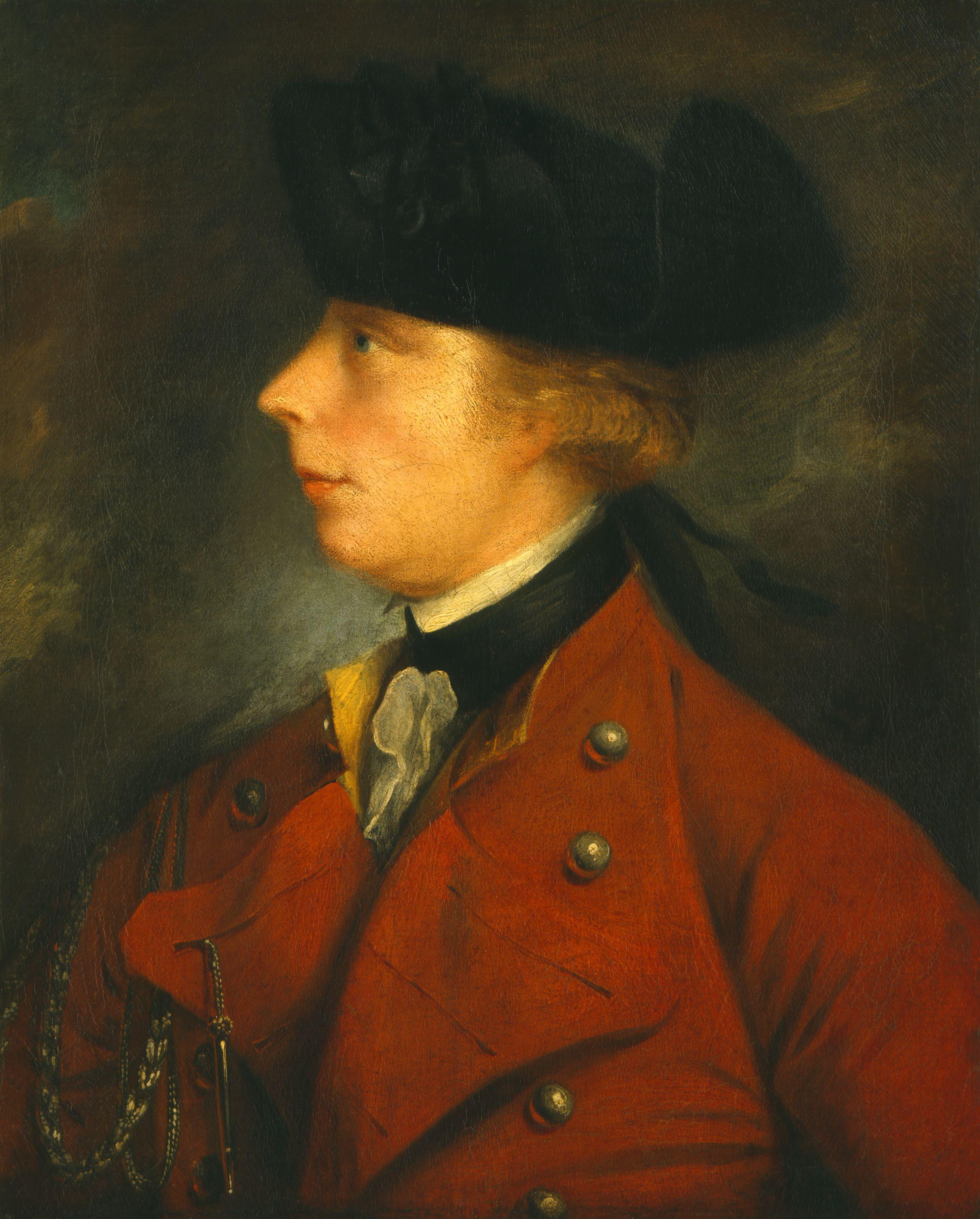
ジェームズ・ウルフ

1759年、青色艦隊の中将に昇進し、2月13日に旗艦ネプチューンでカナダに向かった。他に、ノバスコシアで越冬していた少将のフィリップ・デュエル、同じく少将のチャールズ・ホルムズに、陸軍の指揮官であるジェームズ・ウルフが加わった。
ハリファクスからのデュエルの出港が遅れ、主力艦隊がケベックに向かったのは6月になってからだった。艦隊は49隻の軍艦から構成されており、その内訳は戦列艦20隻、50門艦2隻、フリゲート艦13隻、小艦艇14隻で、うち22隻は、50以上の大砲と13,500人の兵を乗せていた。また、119隻の輸送船には陸海共同作戦に使う平底船が積まれていた。艦隊の総人数は、ケベックの人口よりも多かった。ソーンダースは艦隊を3つの分隊に分け、それぞれをフリゲート艦に先導させ、測量船と曳鯨船をつけた。

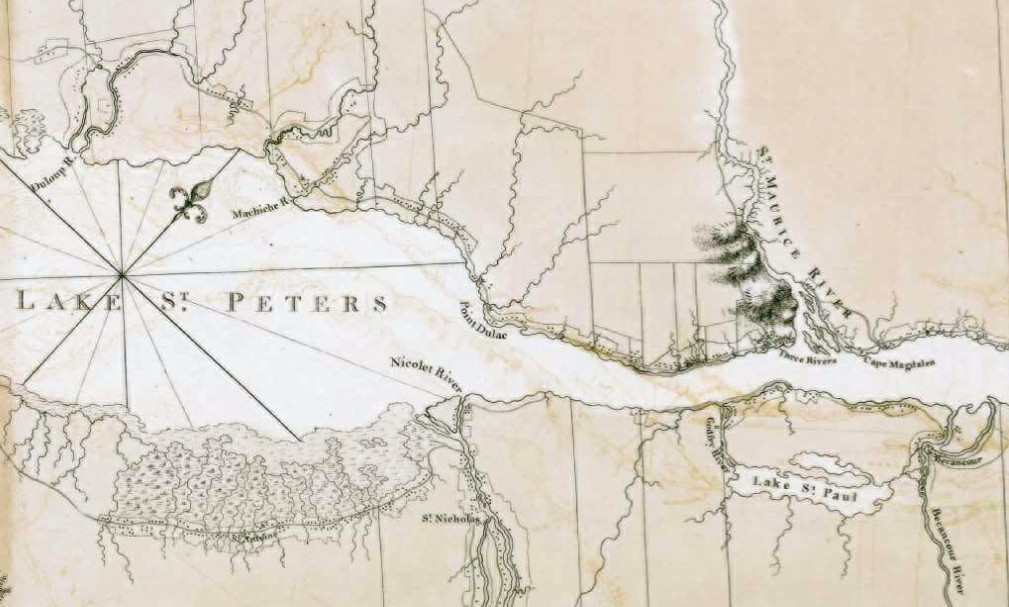
1781年当時のセントピーター（サンピエール）湖とセントローレンス川の図

セントローレンス川の航行は困難を極めた。いまだかつてきちんとした海図が作られておらず、フリゲート艦以上の規模の船がここを安全に通ったためしがないといわれていた。ソーンダースは、同行している商船の船長たちをボートに乗せて、上流に流氷が残る川を調査させた。フランス軍が川からブイと水路標識を外しており、しかも堤防では砦の強化がなされていて、フランス軍から間をおかずに監視されているため、作業はおもに夜間に行われた。何度も川を往復し、適切な間隔をおいて探りを入れたうえで、ボートの位置を観測し、流れと潮を斟酌し、形式に沿って水深を記録した。調査には忍耐と技術が必要だった。
6月20日、輸送船にセントローレンス川を上る信号を掲げ、1週間後、ソーンダースの艦隊はケベックへと突き進んだ。

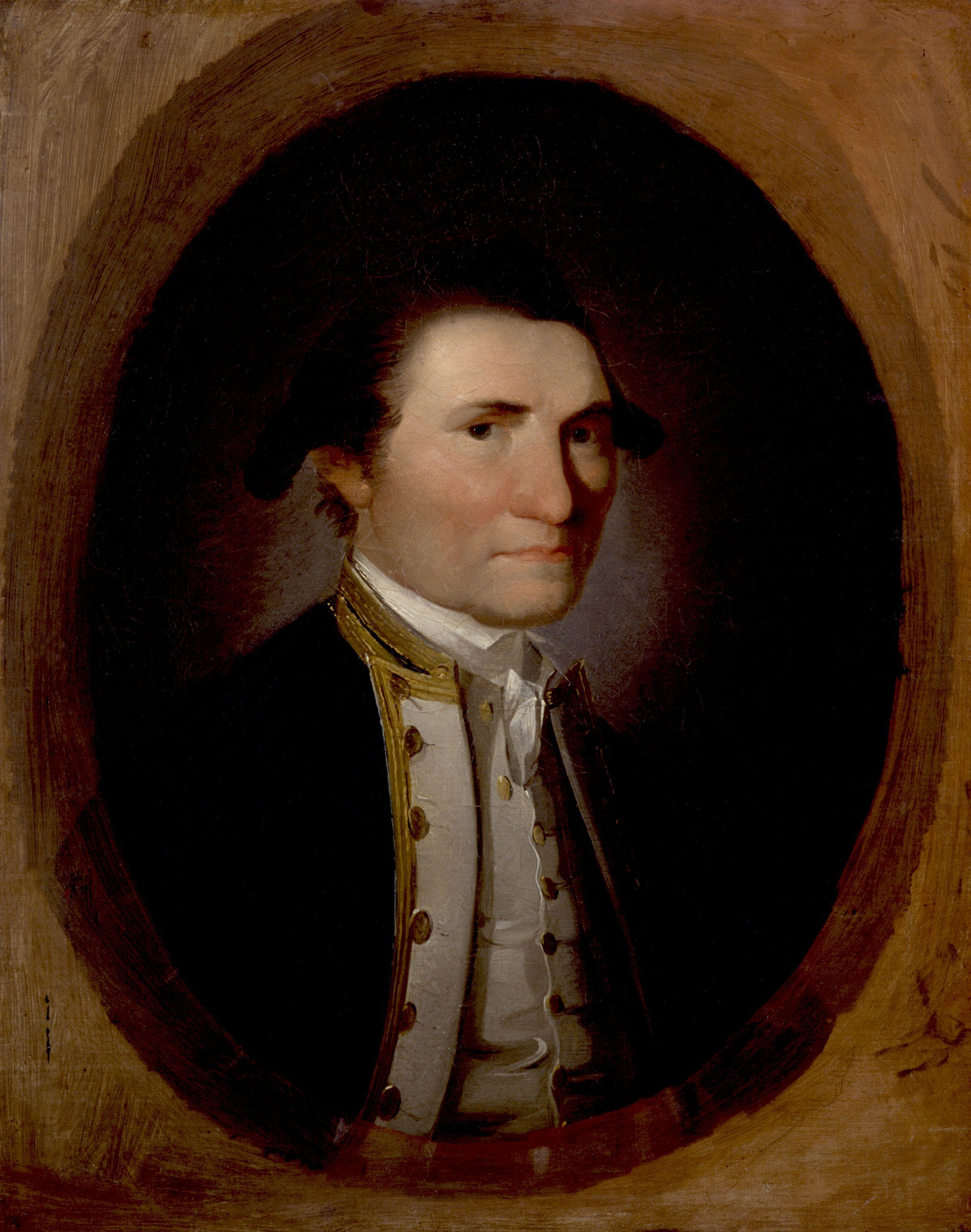
ジェームズ・クック

6月27日、ソーンダースは、ウルフのオルレアン島上陸を援護した。ケベック攻略がうまく行くかどうかは、結局は海軍にかかっており、8月の終わりにウルフの部下で准将のロバート・モンクトン、ジェームズ・マレーとジョージ・タウンシェンドと、ソーンダースによる話し合いがもたれた。その後、将軍ウルフにより、ケベック郊外の台地エイブラハム平原で、フランス軍を迎え撃つことになった。そのための軍勢を、会戦前夜に、船でセントローレンス川を上って、峻険な崖を上った台地に配置してしまおうというもので、ソーンダース自身の表現を借りれば「非常に批判されるべき、そして実に適切でうまく指揮された作戦」だった。実際、この時の上陸作戦は世界初の、本格的な陸海両用作戦といわれている。
戦闘が終わってからも共同作戦は続けられ、ケベックのフランス人駐屯部隊は、ついに9月18日に降伏した。
この作戦の成功には、航海術や測量技術の向上なども貢献していた。若いころのジェームズ・クックも、この艦隊に、軍艦ペンブロークの航海長として名を連ねていた。クックはセントローレンス川の調査で名をはせ、天文学と数学の知識を生かして、海図を製作した。後にソーンダースは、海軍省から、この海図の出版許可を得た。

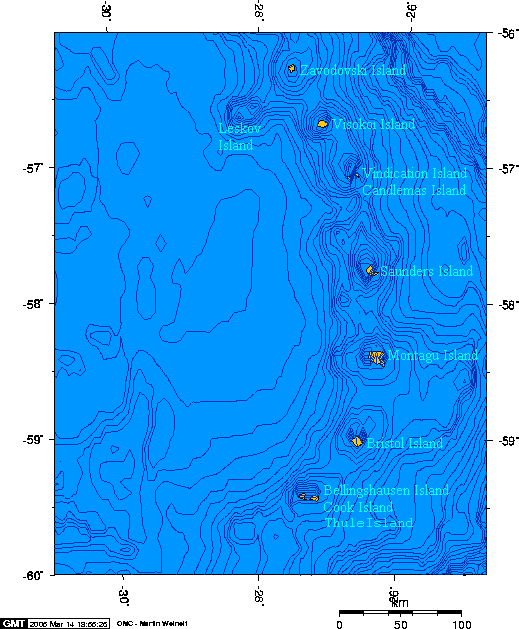
ソーンダース島の位置（右側上から4番目、上にキャンドルマス島、下にモンタギュ島）

ケベック攻略後、ソーンダースは雑用の処理に携わってから、セントローレンス川結氷の前にいったん帰国し、翌年の春に再びケベックに戻った。

### 1760年以後
ケベック攻略後、ソーンダースは地中海の任務に戻って、財宝船を含む多くの船を拿捕し、資産をふくらませた。海軍大臣を務めたのち、1761年にナイトに叙爵され、その後は一議員として、ニューファンドランド漁業の保護に尽力した。そして1762年10月、白色艦隊の海軍中将に昇進した。
1775年12月7日、ロンドンで死去。ウェストミンスター寺院のウルフの墓所の近くに埋葬された。ホレース・ウォルポールは、ソーンダースについて「最も無口で、最も価値のある人物」と評している
。
同じ1775年、航海中のジェームズ・クックは、キャンドルマス島と、南サンドイッチ諸島のモンタギュ島の間に、弓なりの、全長5.5マイル（8.9km）の島を発見し、この提督にあやかってソーンダース島と名付けた。